# Gare de Rexpoëde
La gare de Rexpoëde est une ancienne gare ferroviaire française de la ligne de chemin de fer secondaire de Hazebrouck à Hondschoote de la Compagnie des chemins de fer des Flandres (CF), située sur le territoire de la commune de Rexpoëde, dans le département du Nord en région Hauts-de-France.

## Histoire
La gare de Rexpoëde est mise en service en 1894 lors de l'ouverture de la ligne de chemin de fer secondaire à écartement métrique de Hazebrouck à Hondschoote de la Compagnie des chemins de fer des Flandres (CF). Elle est fermée en 1954 lors de la suppression de la ligne.

## Patrimoine ferroviaire
La gare désaffectée a été transformée en logement.